# 加賀美嘉兵衛 (10代)
10代 加賀美 嘉兵衛（かがみ かへえ、1835年12月11日（天保6年10月22日） - 1891年（明治24年）10月14日）は、幕末から明治期の豪農、政治家。旧名・次左衛門光則。

## 経歴
甲斐国八代郡南八代村（山梨県東八代郡南八代村、八代村、八代町を経て現笛吹市）で生まれた。生家の加賀美家は八代郡小石和筋きっての大富豪。幕末には甲州田安家領の支配勘定格・郡中取締役を務めた。
明治維新後、1872年（明治5年）八代郡第7区長、同第8区長に就任し、藤村紫朗県政に協力した。その後、第22区長、第23区長となる。1878年（明治11年）東八代郡長に就任し東山梨郡長を兼務した。
その後、県内の民権派に対抗して立憲保守党の設立に尽力した。1890年（明治23年）貴族院多額納税者議員互選人となり若尾逸平と同数の票を得たが年長の若尾の当選となった。

## 親族
- 長男 加賀美嘉兵衛 (11代)（実業家、衆議院議員）[5]

## 肖像写真の発見
2022年、明治期に撮影された10代加賀美嘉兵衛の肖像写真が、日本人写真師研究家の濵畠太により発見された。